# Dąb (powiat olsztyński)
Dąb (dawnej niem. Dembenofen) – wieś w Polsce położona w województwie warmińsko-mazurskim, w powiecie olsztyńskim, w gminie Olsztynek. Wieś położona między lasami, na wschodnim krańcu gminy Olsztynek, przy drodze Olsztynek – Szczytno.
W latach 1975–1998 miejscowość administracyjnie należała do województwa olsztyńskiego. W latach 1973–77 w gminie Nidzica.

## Historia
Wieś założona w 1785 r. na 10 łanach w ramach osadnictwa szkatułowego. W 1939 r. mieszkały tu 134 osoby. W 2005 r. we wsi było 17 domów i 84 mieszkańców. 